# Marika Aurigemma
Maria Carmela Aurigemma, detta Marika (Monteforte Irpino, 5 maggio 1973), è un'ex cestista italiana.
Guardia di 175 cm, ha giocato in Serie A1 con Messina.